# Славянский век
Славянский Век — всеславянский журнал с сильной русофильской окраской, издававшийся Дмитрием Вергуном с 1900 по 1905 год в Вене. Поощрял торговые отношения между Россией, Австро-Венгрией и Балканским полуостровом. Выходил два раза в месяц, в объёме двух печатных листов. Подписная цена за весь год: 10 крон, 12 и 14 франков, 6 рублей, 10 марок.

## Цели
«Славянский век» преследовал следующие цели:
1. Дать русскому и славянскому читателю полное, ясное и правдивое представление о культурной жизни всего славянства.
2. Идти навстречу желанию юго-западных славян ознакомиться с русской речью настолько, чтобы русский язык мог сделаться со временем общим языком для культурных сношений славян между собой.
3. Дать австро-венгерским, русским и балканским производителям и торговцам возможность войти в непосредственные сношения.